# Somogyvámosi pusztatemplom
A somogyvámosi pusztatemplom egy templomrom Somogyvámos község határában. A török háborúk előtt ezen a helyen egy Csopak nevű település állt, melynek csak a temploma maradt fenn.

## Története
Az Árpád-kori Somogy vármegye egy része a pannonhalmi Szent Márton-hegyi apátság birtoka volt, és lelki gondozásukat a bencés atyák látták el. Eddig terjedt a ma is püspöki rangú pannonhalmi főapát egyházmegyéje.
A török háborúk alatt a község teljesen elpusztult, neve is feledésbe merült, de a szomszédos Vámos község fönnmaradt, amelynek külső területére esik ma a kora gótikus stílusú templom romja.

## Képgaléria

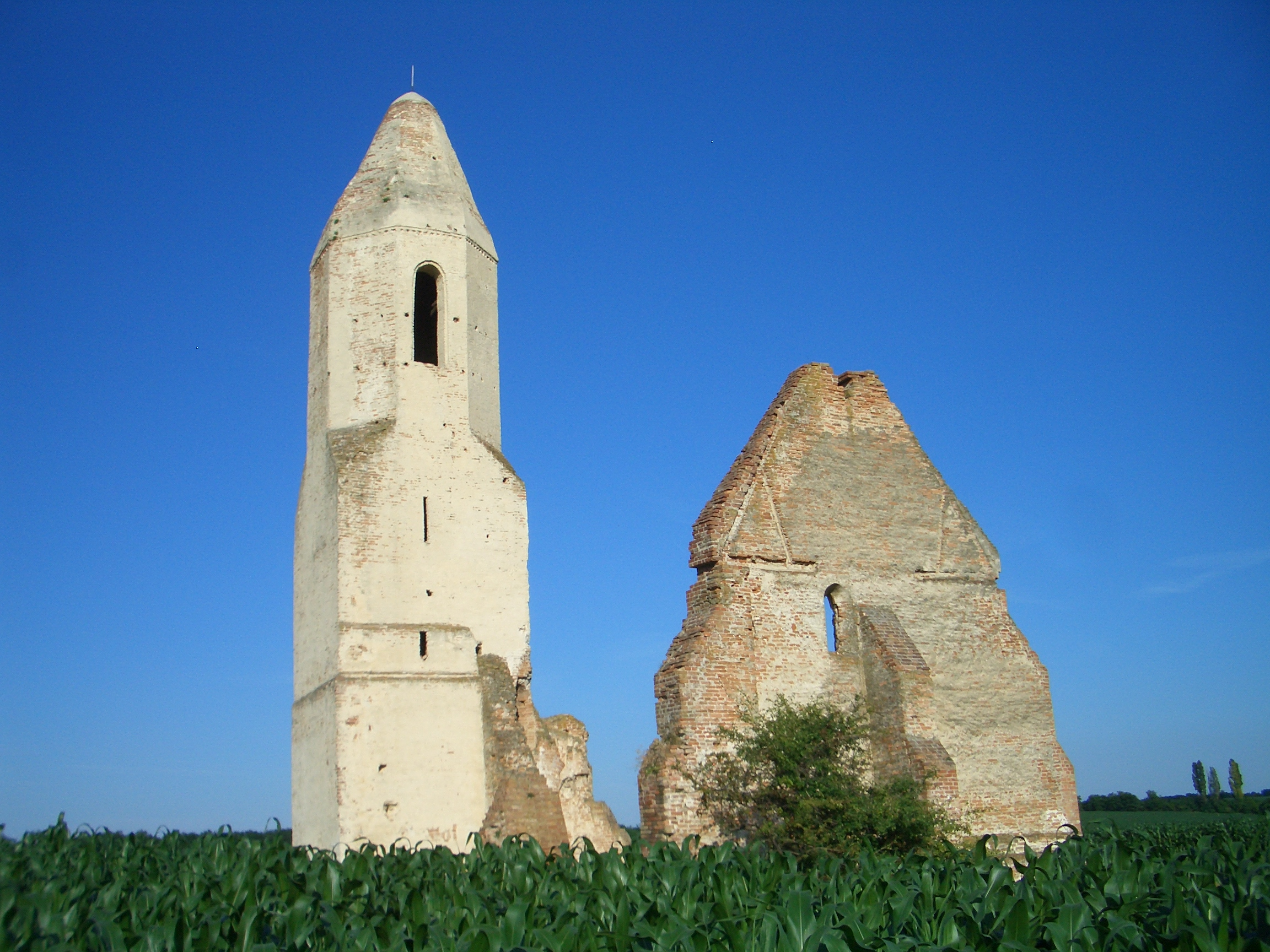
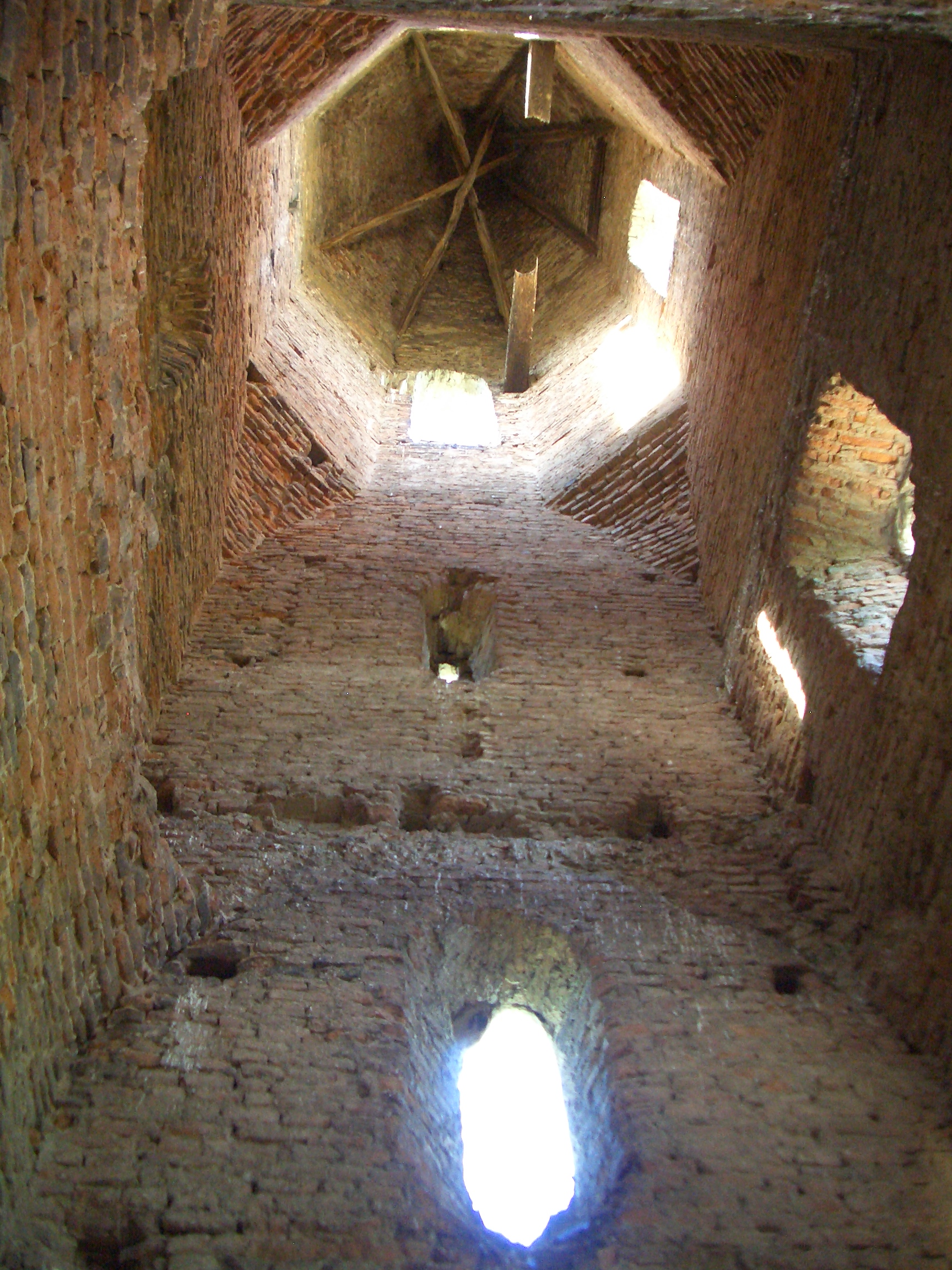
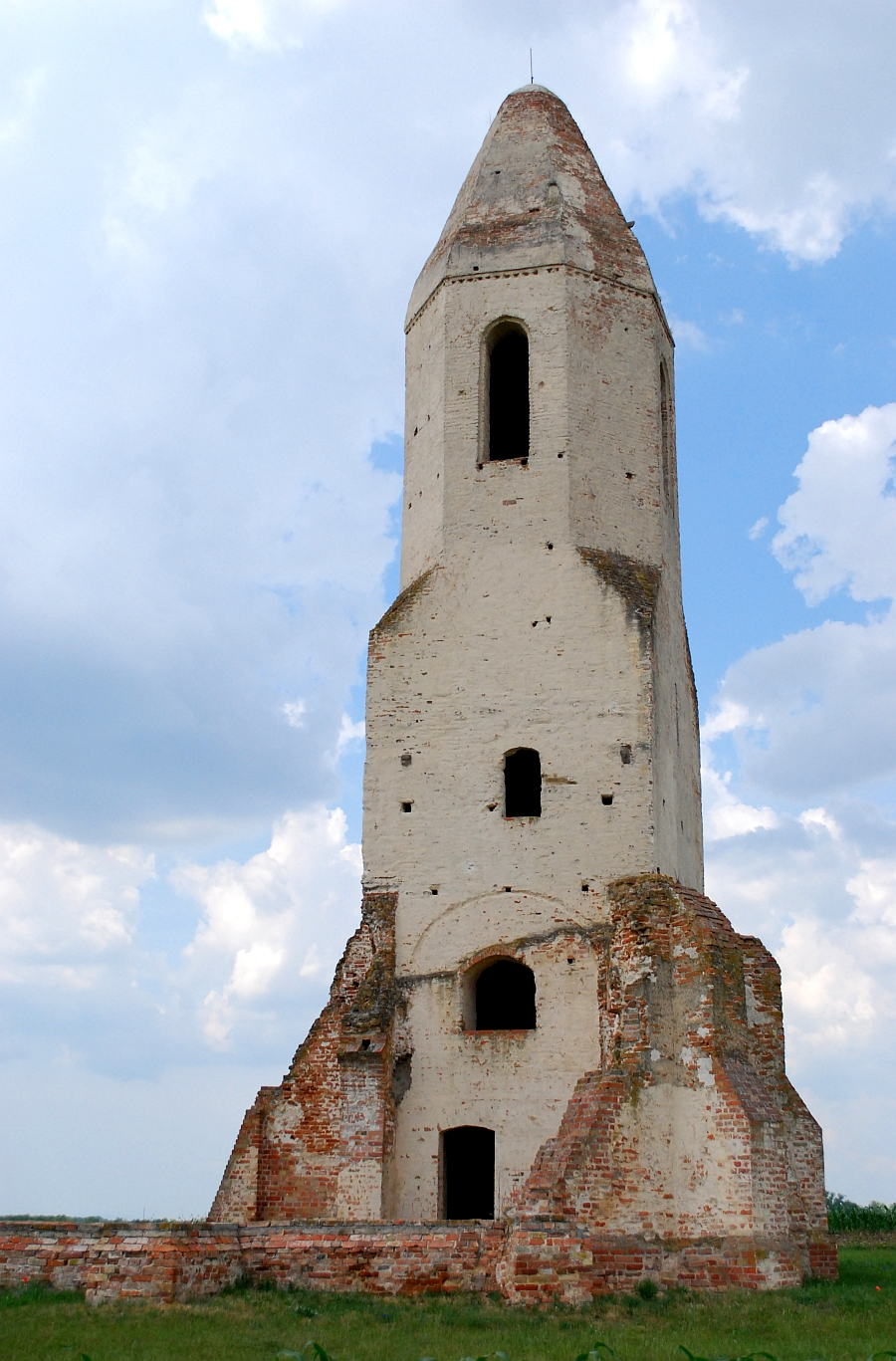
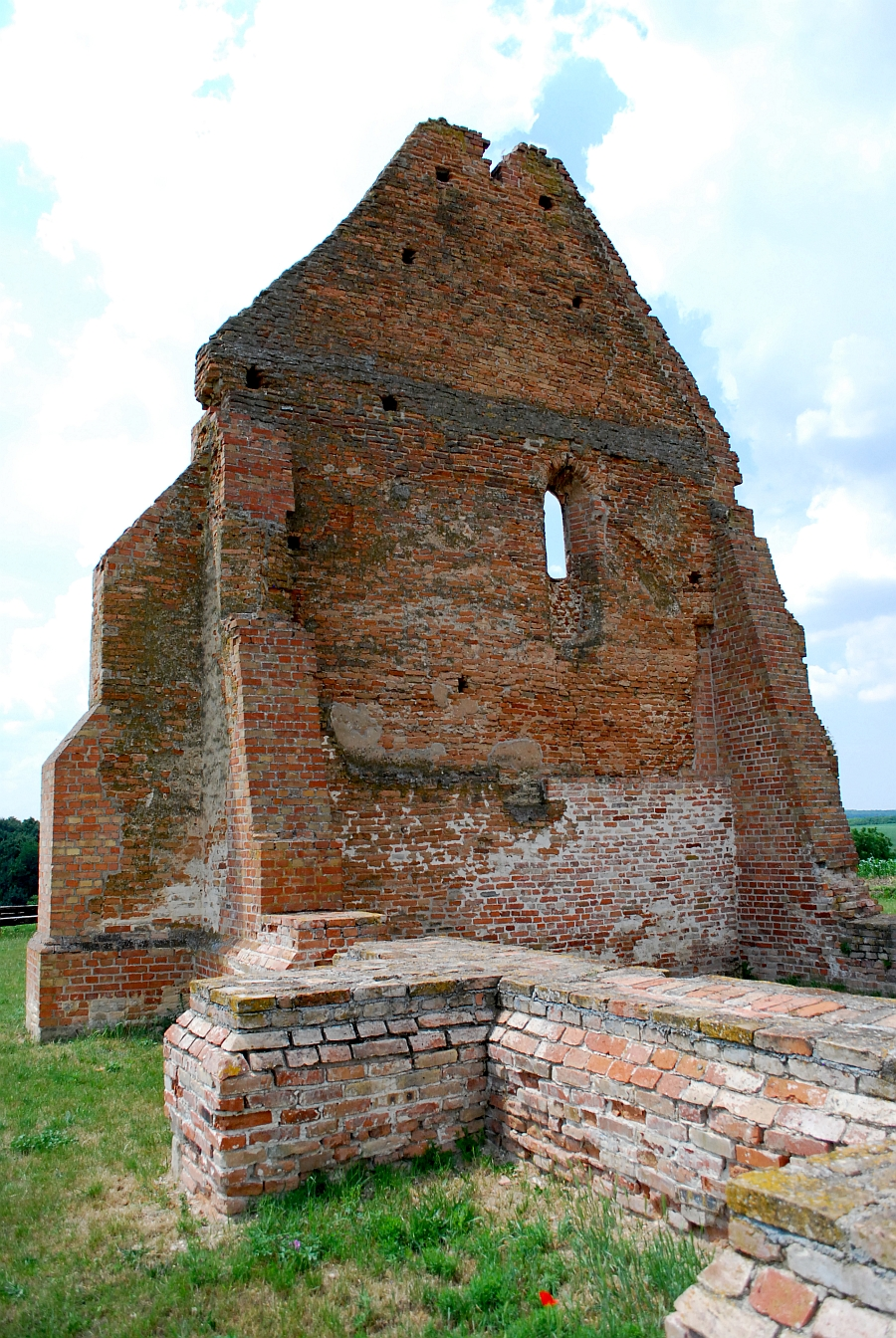
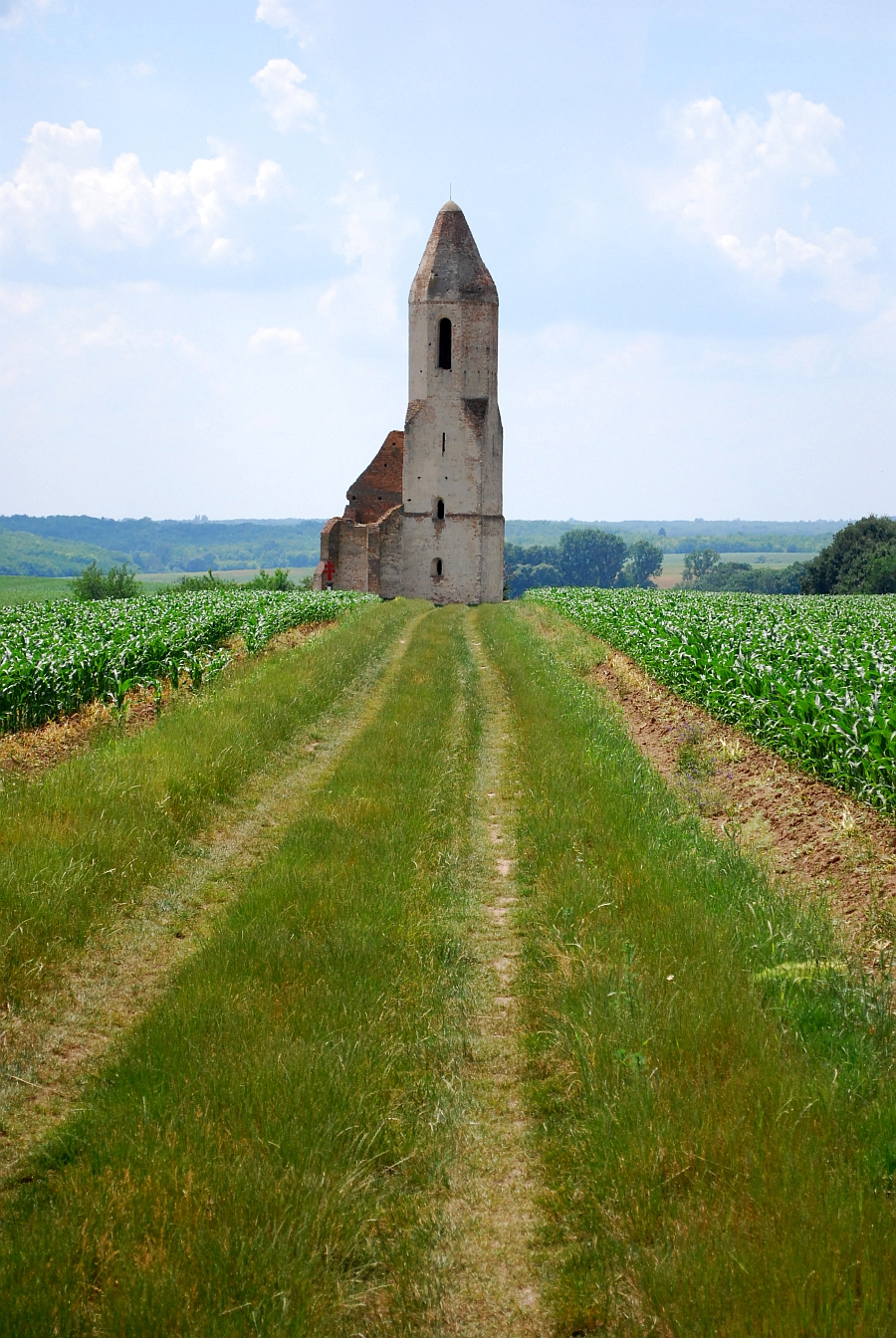